# Restio dispar
Restio dispar är en gräsväxtart som beskrevs av Maxwell Tylden Masters. Restio dispar ingår i släktet Restio och familjen Restionaceae. Inga underarter finns listade i Catalogue of Life.